# Czesław Pieniak

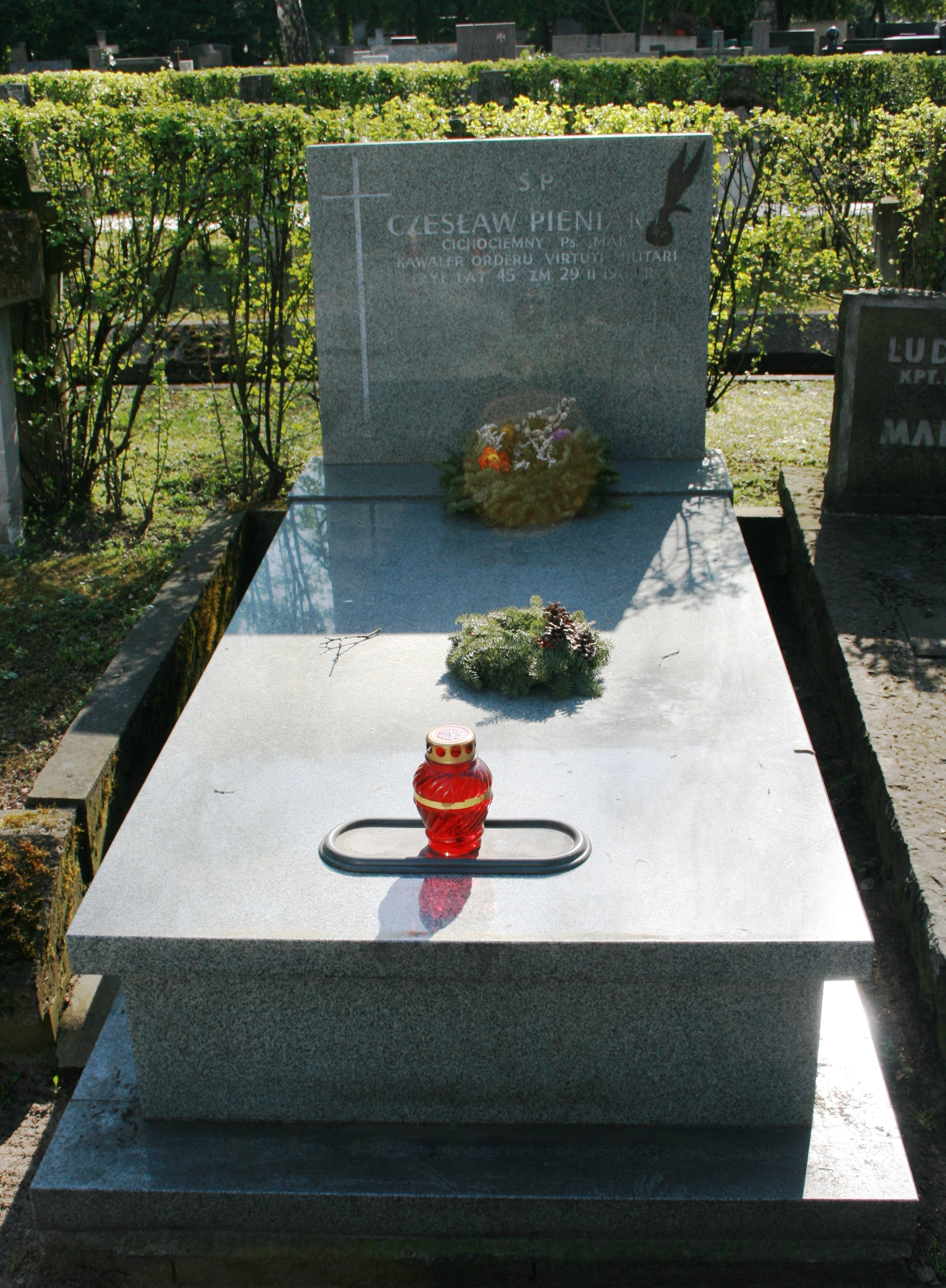
Grób Czesława Pieniaka na Cmentarzu Wojskowym na Powązkach w Warszawie

Czesław Pieniak vel Henryk Nowacki vel Stefan Kornatko, pseud.: Bór, Mak (ur. 24 września 1918 w Chmielewie, zm. 29 lutego 1964 w Warszawie) – podoficer Wojska Polskiego, oficer Polskich Sił Zbrojnych i Armii Krajowej, porucznik łączności, cichociemny.

## Życiorys
Po ukończeniu Prywatnego Gimnazjum im. Henryka Sienkiewicza Towarzystwa Salezjańskiego w Sokołowie Podlaskim zdał tam maturę w 1938 roku. W latach 1938–1939 uczył się w Szkole Podchorążych Rezerwy Łączności w Zegrzu.
We wrześniu 1939 roku służył w 5 batalionie telegraficznym Ośrodka Zapasowego Łączności. Przekroczył granicę polsko-węgierską 20 września 1939 roku. Był internowany na Węgrzech. W kwietniu 1940 roku dotarł do Francji, gdzie został skierowany do szwadronu łączności 10 Brygady Kawalerii Pancernej. W czerwcu 1940 roku dostał się do Wielkiej Brytanii, gdzie służył kolejno w 10 Brygadzie Kawalerii Pancernej i 1 Samodzielnej Brygadzie Spadochronowej.
Po przeszkoleniu w zakresie łączności radiowej i dywersji został zaprzysiężony 7 kwietnia 1942 roku w Oddziale VI Sztabu Naczelnego Wodza. Zrzutu dokonano w nocy z 19 na 20 lutego 1943 roku w ramach operacji „Spokeshave” dowodzonej przez kpt. naw. Mieczysława Kuźmickiego (zrzut na placówkę „Pies” położoną 13 km na południowy zachód od Odrzywołu, w okolicy wsi Radzice). Po aklimatyzacji dostał w marcu 1943 roku przydział do kompanii „Kram” batalionu „Iskry” działającego w strukturze Oddziału V Łączności sztabu Komendy Głównej AK na stanowisko zastępcy dowódcy kompanii (od maja był dowódcą tej kompanii). Był odpowiedzialny m.in. za pracę i bezpieczeństwo radiostacji, ponadto za szkolenie kompanii radiołączności Komendy Okręgu Warszawskiego AK, zorganizował łączność radiową bazy krakowskiej, zorganizował i zrealizował zniszczenie niemieckiego pościgu radiowego w zasadzce Pruszkowie (10 maja 1944 roku).
Od lipca 1944 roku był dowódca kompanii radiołączności Okręgu Warszawskiego, która została zintegrowana z kompanią „Kram”.
W czasie powstania warszawskiego służył przy sztabie Komendy Okręgu. Nadawał z hotelu „Victoria” i gmachu PKO. 15 września ochotniczo podjął się zadania dotarcia do wojsk radzieckich stojących po prawej stronie Wisły w celu nawiązania bezpośredniej łączności radiowej z dowództwem powstania. 19 września 1944 roku dotarł do dowódcy 9 Zaodrzańskiego pułku piechoty 1 Armii Wojska Polskiego. Został skierowany do szefostwa łączności sztabu dowództwa 1 Armii. 24 września nawiązał kontakt z powstańcami zaś 25 września został aresztowany przez kontrwywiad 1 Armii i więziony do upadku powstania. 6 października został ponownie aresztowany i w listopadzie wywieziony do ZSRR. Przebywał w łagrze Borowicze, później pracował niewolniczo w kopalni na Uralu. 16 listopada 1947 roku wrócił do Polski. Później był prześladowany i aresztowany przez UB.
Pracował kolejno jako: komiwojażer w fabryce „Biały Kruk” (1948), przedstawiciel firmy „Lantochemia” (1948–1949), kierownik referatu w Powiatowym Związku Gminnych Spółdzielni „Samopomoc Chłopska” w Sokołowie Podlaskim (1949–1951), technik budowlany w Przedsiębiorstwie Projektowania Budownictwa Miejskiego „Miastoprojekt” (1951–?), w Spółdzielni Pracy Dokumentacji Technicznej w Świdrze (1957–1958), brygadzista w Wojewódzkiej Spółdzielni Pracy Usług Technicznych (1959–?). Pochowany na cmentarzu Powązki Wojskowe w Warszawie (kwatera A2-3-9). 

## Awanse
- kapral podchorąży – 1939
- podporucznik – 19 lutego 1943 roku
- porucznik –

## Odznaczenia
- Krzyż Srebrny Orderu Wojennego Virtuti Militari – 30 września 1944 roku
- Krzyż Walecznych.

## Życie rodzinne
Czesław Pieniak był synem Józefa, rolnika, i Bronisławy z domu Adamskiej. Ożenił się w 1949 roku z Sabiną Ekstein (ur. w 1920 roku), sanitariuszką Armii Krajowej. Mieli dwoje dzieci: Urszulę (ur. w 1950 roku) i Grzegorza (ur. w 1955 roku).